# Tõrma (Rapla)
Tõrma – wieś w Estonii, w prowincji Rapla, w gminie Rapla.